# Allophylus
Allophylus är ett släkte av kinesträdsväxter. Allophylus ingår i familjen kinesträdsväxter.

## Dottertaxa tillAllophylus, i alfabetisk ordning[1]
- Allophylus abyssinicus
- Allophylus acutatus
- Allophylus africanus
- Allophylus agbala
- Allophylus aldabricus
- Allophylus altescandens
- Allophylus amazonicus
- Allophylus amentaceus
- Allophylus amplissimus
- Allophylus angustatus
- Allophylus antunesii
- Allophylus apiocarpus
- Allophylus arboreus
- Allophylus bicruris
- Allophylus boinensis
- Allophylus bojerianus
- Allophylus bongolavensis
- Allophylus borbonicus
- Allophylus brevipes
- Allophylus brevipetiolaris
- Allophylus bullatus
- Allophylus camptoneurus
- Allophylus camptostachys
- Allophylus capillipes
- Allophylus caudatus
- Allophylus chartaceus
- Allophylus chaunostachys
- Allophylus chirindensis
- Allophylus chlorocarpus
- Allophylus cinnamomeus
- Allophylus cobbe
- Allophylus cominia
- Allophylus commersonii
- Allophylus congolanus
- Allophylus conraui
- Allophylus coriaceus
- Allophylus crassinervis
- Allophylus cristalensis
- Allophylus decaryi
- Allophylus decipiens
- Allophylus delicatulus
- Allophylus densiflorus
- Allophylus dimorphus
- Allophylus dioicus
- Allophylus divaricatus
- Allophylus dodsonii
- Allophylus domingensis
- Allophylus dregeanus
- Allophylus dummeri
- Allophylus edulis
- Allophylus elongatus
- Allophylus exappendiculatus
- Allophylus excelsus
- Allophylus ferrugineus
- Allophylus filiger
- Allophylus floribundus
- Allophylus fulvotomentosus
- Allophylus fuscus
- Allophylus gentryi
- Allophylus glabratus
- Allophylus gossweileri
- Allophylus goudotii
- Allophylus grandiflorus
- Allophylus grandifolius
- Allophylus granulatus
- Allophylus grossedentatus
- Allophylus grotei
- Allophylus guaraniticus
- Allophylus haitiensis
- Allophylus hallaei
- Allophylus hamatus
- Allophylus heterophyllus
- Allophylus hirsutus
- Allophylus hirtellus
- Allophylus holophyllus
- Allophylus hylophilus
- Allophylus hymenocalyx
- Allophylus imenoensis
- Allophylus incanus
- Allophylus insignis
- Allophylus jamaicensis
- Allophylus jejunus
- Allophylus katangensis
- Allophylus laevigatus
- Allophylus largifolius
- Allophylus lasiopus
- Allophylus lastoursvillensis
- Allophylus latifolius
- Allophylus leiophloeus
- Allophylus leptocladus
- Allophylus leptostachys
- Allophylus le-testui
- Allophylus leucoclados
- Allophylus leucophloeus
- Allophylus longicuneatus
- Allophylus longipes
- Allophylus longipetiolatus
- Allophylus lopezii
- Allophylus loretensis
- Allophylus macrocarpus
- Allophylus macrostachys
- Allophylus maestrensis
- Allophylus malvaceus
- Allophylus marquesensis
- Allophylus mayimbensis
- Allophylus megaphyllus
- Allophylus melanophloeus
- Allophylus membranifolius
- Allophylus montanus
- Allophylus mossambicensis
- Allophylus multicostatus
- Allophylus myrianthus
- Allophylus natalensis
- Allophylus ngounyensis
- Allophylus nigericus
- Allophylus nigrescens
- Allophylus nitidulus
- Allophylus oyemensis
- Allophylus pachyphyllus
- Allophylus paniculatus
- Allophylus parimensis
- Allophylus pauciflorus
- Allophylus peduncularis
- Allophylus persicifolius
- Allophylus peruvianus
- Allophylus pervillei
- Allophylus petelotii
- Allophylus petiolulatus
- Allophylus pilosus
- Allophylus pinnatus
- Allophylus poungouensis
- Allophylus pseudopaniculatus
- Allophylus psilospermus
- Allophylus puberulus
- Allophylus punctatus
- Allophylus quercifolius
- Allophylus racemosus
- Allophylus rapensis
- Allophylus repandifolius
- Allophylus rheedei
- Allophylus rigidus
- Allophylus roigii
- Allophylus rubifolius
- Allophylus salignus
- Allophylus samarensis
- Allophylus sapinii
- Allophylus scrobiculatus
- Allophylus sechellensis
- Allophylus semidentatus
- Allophylus sericeus
- Allophylus serratus
- Allophylus setulosus
- Allophylus simplex
- Allophylus simplicifolius
- Allophylus spectabilis
- Allophylus stenodictyus
- Allophylus stenophyllus
- Allophylus strictus
- Allophylus subfalcatus
- Allophylus subincisodentatus
- Allophylus talbotii
- Allophylus tanzaniensis
- Allophylus ternatus
- Allophylus timorensis
- Allophylus torrei
- Allophylus trichodesmus
- Allophylus trichophyllus
- Allophylus ujori
- Allophylus umbrinus
- Allophylus unifoliolatus
- Allophylus vestitus
- Allophylus whitei
- Allophylus villosus
- Allophylus viridis
- Allophylus zenkeri
- Allophylus zeylanicus